# 690 TCN
690 TCN là một năm trong lịch La Mã.